# Stade Lavallois Mayenne Football Club
Lo Stade Lavallois Mayenne Football Club, abbreviato comunemente in Stade Lavallois, è una società calcistica francese con sede nella città di Laval.
Fondato il 17 luglio 1902, gioca le partite casalinghe allo stadio Francis Le Basser. Milita in Ligue 2, la seconda divisione del calcio francese.

## Storia
Il club è stato fondato nel 1902 da Joseph Gemain, un appassionato di calcio, mentre Émile Sinoir è stato il primo presidente del club. A quel tempo, i giocatori scendevano in campo con magliette rosse e pantaloncini neri e le partite venivano giocate a Senelle, nel distretto di Laval. Nel 1903, il club partecipò al campionato bretone per la prima volta, cambiando i colori delle divise con una combinazione verde e bianca; solo nel 1918 il club assunse l’attuale colore societario, l’arancione . Nel 1930, il club iniziò a giocare le proprie partite casalinghe allo stadio Francis Le Basser.
Tra il 1931 ed il 1963 il club ha militato continuamente nei bassi livelli dilettantistici, mentre nella stagione 1964 riesce ad accedere nella terza divisione, l’attuale Championnat National. A sorpresa, il piccolo club riesce a trionfare in quella stagione e ad ottenere la prima promozione in Ligue 2, nella quale ci rimane per 12 anni consecutivi. 
Nel 1976, la squadra raggiunge per la prima volta nella storia la massima divisione del calcio francese. Pur essendo una outsider del torneo, il club mostra un buon calcio ed ottiene numerose salvezze. Grazie ad un incredibile 5º posto, il Laval si qualifica per la Coppa UEFA 1982-1983, l’unica apparizione europea della sua storia, dove elimina la Dinamo Kiev, prima di essere battuto dall'Austria Vienna. Nel 1989, il club venne retrocesso in seconda divisione, dopo 13 anni nella prima. Nella stagione 2005-06, il club è stato retrocesso in terza divisione dove è rimasto per tre stagioni, per poi trovare nuovamente la promozione in Ligue 2 al termine della stagione 2008-09. L’avventura in seconda divisione dura fino alla stagione 2016-17 che viene conclusa con un pessimo ultimo posto, ottenendo 30 punti (5 vittorie e ben 15 pareggi). Il club milita, tuttora, nella seconda divisione.

## Palmarès

### Competizioni nazionali
- Championnat National: 1

2021-2022

### Competizioni giovanili
- Coppa Gambardella: 1

1984

### Altri piazzamenti
- Coppa di Francia:

Semifinalista: 1992-1993, 1996-1997
- Campionato francese di seconda divisione:

Secondo posto: 1975-1976 (girone A)
Terzo posto: 1990-1991 (girone B)
- Championnat National:

Secondo posto: 2008-2009

## Organico

### Rosa 2024-2025
| N. |                           | Ruolo | Calciatore            |
| -- | ------------------------- | ----- | --------------------- |
| 1  | Francia (bandiera)        | P     | Maxime Hautbois       |
| 3  | Rep. del Congo (bandiera) | D     | Marvin Baudry         |
| 4  | Francia (bandiera)        | C     | Jimmy Roye (capitano) |
| 5  | Benin (bandiera)          | D     | Moïse Adilehou        |
| 6  | Francia (bandiera)        | C     | Sam Sanna             |
| 7  | Francia (bandiera)        | D     | Thibaut Vargas        |
| 8  | Francia (bandiera)        | C     | Titouan Thomas        |
| 9  | Mali (bandiera)           | C     | Mamadou Camara        |
| 10 | Mali (bandiera)           | A     | Kévin Zohi            |
| 11 | Portogallo (bandiera)     | A     | Loïs Martins          |
| 14 | Francia (bandiera)        | A     | Jordan Tell           |
| 15 | Francia (bandiera)        | D     | Peter Ouaneh          |

| N. |                       | Ruolo | Calciatore          |
| -- | --------------------- | ----- | ------------------- |
| 16 | Marocco (bandiera)    | P     | Amjhad Nazih        |
| 17 | Francia (bandiera)    | D     | William Kokolo      |
| 18 | Francia (bandiera)    | A     | Malik Tchokounté    |
| 19 | Francia (bandiera)    | A     | Malik Sellouki      |
| 20 | Tunisia (bandiera)    | D     | Amin Cherni         |
| 21 | Francia (bandiera)    | D     | Christ-Owen Kouassi |
| 22 | Mali (bandiera)       | A     | Siriné Doucouré     |
| 23 | Portogallo (bandiera) | D     | Yohan Tavares       |
| 25 | Francia (bandiera)    | D     | Edson Seidou        |
| 27 | Benin (bandiera)      | C     | Jordan Adéoti       |
| 30 | Mali (bandiera)       | P     | Mamadou Samassa     |
| 39 | Francia (bandiera)    | C     | Anthony Gonçalves   |

### Rosa 2023-2024
| N. |                           | Ruolo | Calciatore                  |
| -- | ------------------------- | ----- | --------------------------- |
| 1  | Francia (bandiera)        | P     | Maxime Hautbois             |
| 2  | Francia (bandiera)        | D     | Kévin Perrot                |
| 3  | Rep. del Congo (bandiera) | D     | Marvin Baudry               |
| 4  | Francia (bandiera)        | C     | Jimmy Roye (capitano)       |
| 6  | Francia (bandiera)        | C     | Sam Sanna                   |
| 7  | Francia (bandiera)        | D     | Thibaut Vargas              |
| 8  | Francia (bandiera)        | C     | Kevin Tapoko                |
| 9  | Francia (bandiera)        | C     | Junior Kadile               |
| 10 | Francia (bandiera)        | C     | Ryan Ferhaoui               |
| 11 | Francia (bandiera)        | A     | Rémy Labeau Lascary         |
| 12 | Francia (bandiera)        | D     | Yasser Baldé                |
| 14 | Francia (bandiera)        | A     | Jordan Tell                 |
| 15 | Senegal (bandiera)        | D     | El Hadji Pape Diaw          |
| 17 | Francia (bandiera)        | C     | François-Xavier Fumu Tamuzo |

| N. |                       | Ruolo | Calciatore        |
| -- | --------------------- | ----- | ----------------- |
| 18 | Francia (bandiera)    | A     | Malik Tchokounté  |
| 19 | Francia (bandiera)    | A     | Noa Mupemba       |
| 20 | Tunisia (bandiera)    | D     | Amin Cherni       |
| 22 | Francia (bandiera)    | C     | Titouan Thomas    |
| 23 | Portogallo (bandiera) | D     | Yohan Tavares     |
| 25 | Francia (bandiera)    | D     | Edson Seidou      |
| 27 | Benin (bandiera)      | C     | Jordan Adéoti     |
| 28 | Francia (bandiera)    | C     | Antonin Bobichon  |
| 29 | Francia (bandiera)    | A     | Pablo Pagis       |
| 30 | Mali (bandiera)       | P     | Mamadou Samassa   |
| 31 | Francia (bandiera)    | D     | Irvyn Lomami      |
| 35 | Francia (bandiera)    | D     | Peter Ouaneh      |
| 39 | Francia (bandiera)    | C     | Anthony Gonçalves |
| 40 | Francia (bandiera)    | P     | Théo Chatelain    |

### Rosa 2022-2023
| N. |                           | Ruolo | Calciatore                  |
| -- | ------------------------- | ----- | --------------------------- |
| 1  | Francia (bandiera)        | P     | Maxime Hautbois             |
| 2  | Francia (bandiera)        | D     | Kévin Perrot                |
| 3  | Rep. del Congo (bandiera) | D     | Marvin Baudry               |
| 4  | Francia (bandiera)        | C     | Jimmy Roye                  |
| 5  | Francia (bandiera)        | C     | Julien Maggiotti            |
| 6  | Francia (bandiera)        | C     | Sam Sanna                   |
| 7  | Francia (bandiera)        | D     | Bryan Goncalves             |
| 8  | Francia (bandiera)        | C     | Kevin Tapoko                |
| 9  | Guadalupa (bandiera)      | A     | Geoffray Durbant            |
| 10 | Francia (bandiera)        | C     | Ryan Ferhaoui               |
| 11 | Francia (bandiera)        | A     | Kader N'Chobi               |
| 12 | Francia (bandiera)        | D     | Yasser Baldé                |
| 14 | Francia (bandiera)        | C     | François-Xavier Fumu Tamuzo |
| 15 | Senegal (bandiera)        | D     | El Hadji Pape Diaw          |

| N. |                       | Ruolo | Calciatore                  |
| -- | --------------------- | ----- | --------------------------- |
| 16 | Francia (bandiera)    | P     | Alexis Sauvage              |
| 18 | Francia (bandiera)    | D     | Rémy Duterte                |
| 20 | Francia (bandiera)    | A     | Sébastien da Silva          |
| 21 | Francia (bandiera)    | A     | Steven Nsimba               |
| 22 | Francia (bandiera)    | D     | Pierrick Cros               |
| 23 | Portogallo (bandiera) | D     | Yohan Tavares               |
| 24 | Algeria (bandiera)    | A     | Zakaria Naidji              |
| 25 | Francia (bandiera)    | D     | Edson Seidou                |
| 27 | Benin (bandiera)      | C     | Jordan Adéoti               |
| 28 | Francia (bandiera)    | C     | Antonin Bobichon            |
| 29 | Francia (bandiera)    | D     | Dembo Sylla                 |
| 39 | Francia (bandiera)    | C     | Anthony Gonçalves           |
| 40 | Francia (bandiera)    | P     | Théo Chatelain              |
|    | Francia (bandiera)    | C     | François-Xavier Fumu Tamuzo |

### Rosa 2021-2022
| N. |                           | Ruolo | Calciatore                  |
| -- | ------------------------- | ----- | --------------------------- |
| 1  | Francia (bandiera)        | P     | Maxime Hautbois             |
| 2  | Francia (bandiera)        | D     | Kévin Perrot                |
| 3  | Rep. del Congo (bandiera) | D     | Marvin Baudry               |
| 4  | Francia (bandiera)        | C     | Jimmy Roye                  |
| 5  | Francia (bandiera)        | C     | Julien Maggiotti            |
| 6  | Francia (bandiera)        | C     | Ryan Ferhaoui               |
| 7  | Francia (bandiera)        | D     | Bryan Goncalves             |
| 8  | Portogallo (bandiera)     | C     | Átila Fontinha              |
| 9  | Guadalupa (bandiera)      | A     | Geoffray Durbant            |
| 11 | Francia (bandiera)        | A     | Kader N'Chobi               |
| 12 | Francia (bandiera)        | D     | Yasser Baldé                |
| 13 | Francia (bandiera)        | D     | Maxence Carlier             |
| 14 | Francia (bandiera)        | C     | François-Xavier Fumu Tamuzo |
| 16 | Francia (bandiera)        | P     | Alexis Sauvage              |

| N. |                           | Ruolo | Calciatore           |
| -- | ------------------------- | ----- | -------------------- |
| 17 | Francia (bandiera)        | D     | Baptiste Etcheverria |
| 18 | Francia (bandiera)        | D     | Rémy Duterte         |
| 19 | Francia (bandiera)        | D     | Yazid Aït Moujane    |
| 20 | Francia (bandiera)        | A     | Sébastien da Silva   |
| 21 | Rep. del Congo (bandiera) | C     | Randi Goteni         |
| 22 | Francia (bandiera)        | D     | Pierrick Cros        |
| 23 | Francia (bandiera)        | A     | Ludéric Etonde       |
| 24 | Costa d'Avorio (bandiera) | C     | Ambroise Gboho       |
| 25 | Francia (bandiera)        | D     | Edson Seidou         |
| 27 | Benin (bandiera)          | C     | Jordan Adéoti        |
| 40 | Francia (bandiera)        | P     | Théo Chatelain       |
| 43 | Francia (bandiera)        | C     | Antonin Bobichon     |
| 44 | Francia (bandiera)        | C     | Anthony Gonçalves    |

### Rosa 2020-2021
| N. |                    | Ruolo | Calciatore        |
| -- | ------------------ | ----- | ----------------- |
| 1  | Francia (bandiera) | P     | Valentin Belon    |
| 2  | Francia (bandiera) | D     | Antoine Cottereau |
| 5  | Francia (bandiera) | D     | Bira Dembélé      |
| 6  | Francia (bandiera) | C     | Mehdi Boudjemaa   |
| 7  | Francia (bandiera) | C     | Mohamed Ouaddah   |
| 8  | Francia (bandiera) | C     | Youssouf Ndiaye   |
| 9  | Francia (bandiera) | A     | Dorian Caddy      |
| 10 | Francia (bandiera) | A     | Yohan Brun        |
| 11 | Francia (bandiera) | A     | Thomas Robinet    |
| 12 | Francia (bandiera) | C     | Alliou Dembélé    |
| 13 | Francia (bandiera) | D     | Maxence Carlier   |
| 14 | Francia (bandiera) | C     | Moussa Sao        |

| N. |                    | Ruolo | Calciatore        |
| -- | ------------------ | ----- | ----------------- |
| 15 | Senegal (bandiera) | D     | Jules Mendy       |
| 16 | Francia (bandiera) | P     | Alexis Sauvage    |
| 17 | Francia (bandiera) | D     | Yazid Ait Moujane |
| 18 | Francia (bandiera) | D     | Ludovic Soares    |
| 19 | Francia (bandiera) | D     | Wessou Cissé      |
| 20 | Francia (bandiera) | A     | Sandy Nzuzi       |
| 22 | Francia (bandiera) | D     | Jason Tré         |
| 23 | Francia (bandiera) | A     | Ludéric Etonde    |
| 24 | Francia (bandiera) | C     | Mohamed Sylla     |
| 25 | Francia (bandiera) | D     | Edson Seidou      |
| 27 | Francia (bandiera) | D     | Pierrick Cros     |

### Rosa 2018-2019
| N. |                         | Ruolo | Calciatore            |
| -- | ----------------------- | ----- | --------------------- |
| 1  | Francia (bandiera)      | P     | Jean-Christophe Bouet |
| 2  | Francia (bandiera)      | D     | Kévin Perrot          |
| 3  | Francia (bandiera)      | D     | Anthony Scaramozzino  |
| 4  | Brasile (bandiera)      | D     | Rincón                |
| 5  | Francia (bandiera)      | D     | Bira Dembélé          |
| 6  | Francia (bandiera)      | C     | Selim Bouadla         |
| 7  | Francia (bandiera)      | C     | Gabriel Etinof        |
| 8  | Francia (bandiera)      | C     | Gaël Danic            |
| 9  | Francia (bandiera)      | A     | Alexy Bosetti         |
| 10 | Algeria (bandiera)      | C     | Florian Makhedjouf    |
| 11 | Francia (bandiera)      | A     | Bridge Ndilu          |
| 12 | RD del Congo (bandiera) | D     | Sharly Mabussi        |
| 13 | Serbia (bandiera)       | D     | Bogdan Milošević      |

| N. |                    | Ruolo | Calciatore        |
| -- | ------------------ | ----- | ----------------- |
| 14 | Guinea (bandiera)  | A     | Fodé Guirassy     |
| 15 | Francia (bandiera) | D     | Alioune Ba        |
| 16 | Francia (bandiera) | P     | Clément Anet      |
| 17 | Francia (bandiera) | A     | Nicolas Verdier   |
| 19 | Francia (bandiera) | D     | Baba Cissé        |
| 20 | Francia (bandiera) | C     | Clément Couvry    |
| 21 | Marocco (bandiera) | C     | Mounir Obbadi     |
| 23 | Francia (bandiera) | A     | Samir Bakir       |
| 25 | Francia (bandiera) | C     | Alexandre Vincent |
| 26 | Francia (bandiera) | D     | Samuel Bouhours   |
| 29 | Haiti (bandiera)   | D     | Stéphane Lambese  |
| 30 | Togo (bandiera)    | P     | Cédric Mensah     |

### Rosa 2017-2018
| N. |                          | Ruolo | Calciatore           |
| -- | ------------------------ | ----- | -------------------- |
| 1  | Francia (bandiera)       | P     | Maxime Hautbois      |
| 2  | Francia (bandiera)       | D     | Kévin Perrot         |
| 3  | Francia (bandiera)       | D     | Anthony Scaramozzino |
| 4  | Francia (bandiera)       | C     | Michel Espinosa      |
| 5  | Francia (bandiera)       | D     | Bira Dembélé         |
| 6  | Francia (bandiera)       | C     | Diaguely Dabo        |
| 7  | Francia (bandiera)       | C     | Gabriel Etinof       |
| 8  | Francia (bandiera)       | C     | César Lolohéa        |
| 9  | Francia (bandiera)       | A     | Alexy Bosetti        |
| 10 | Senegal (bandiera)       | C     | Pape Macou Sarr      |
| 11 | Francia (bandiera)       | A     | Olivier Ebuya        |
| 12 | RD del Congo (bandiera)  | D     | Sharly Mabussi       |
| 14 | RD del Congo (bandiera)  | A     | Patrick Etshimi      |
| 15 | Francia (bandiera)       | D     | Alioune Ba           |
| 16 | Francia (bandiera)       | P     | Clément Anet         |
| 17 | Guinea-Bissau (bandiera) | D     | Houboulang Mendes    |
| 19 | Camerun (bandiera)       | C     | Yvan Neyou           |

| N. |                               | Ruolo | Calciatore           |
| -- | ----------------------------- | ----- | -------------------- |
| 20 | Martinica (bandiera)          | C     | Dominique Pandor     |
| 23 | Rep. del Congo (bandiera)     | A     | Davel Mayela         |
| 24 | Francia (bandiera)            | C     | Charly Pereira Lage  |
| 27 | Algeria (bandiera)            | C     | Florian Makhedjouf   |
| 28 | Francia (bandiera)            | A     | Bridge Ndilu         |
| 29 | Brasile (bandiera)            | D     | Rincón               |
| 30 | Rep. Centrafricana (bandiera) | P     | Geoffrey Lembet      |
|    | Marocco (bandiera)            | C     | Mounir Obbadi        |
|    | Martinica (bandiera)          | D     | Christopher Glombard |
|    | Francia (bandiera)            | D     | Marvin Louisius      |
|    | Francia (bandiera)            | D     | Oumar Solet          |
|    | Francia (bandiera)            | C     | Alban Rousselet      |
|    | Brasile (bandiera)            | A     | Elton                |
|    | Francia (bandiera)            | C     | Claudy M'Buyi        |
|    | Francia (bandiera)            | C     | Clément Couvry       |
|    | Francia (bandiera)            | C     | Jordan Perrier       |
|    | Francia (bandiera)            | D     | Baba Cissé           |

### Rosa 2016-2017
| N. |                           | Ruolo | Calciatore         |
| -- | ------------------------- | ----- | ------------------ |
| 1  | Francia (bandiera)        | P     | Maxime Hautbois    |
| 2  | Francia (bandiera)        | D     | Kévin Perrot       |
| 3  | RD del Congo (bandiera)   | D     | Sharly Mabussi     |
| 4  | Gabon (bandiera)          | D     | Aaron Appindangoyé |
| 6  | Francia (bandiera)        | C     | Mathieu Coutadeur  |
| 7  | Rep. del Congo (bandiera) | A     | Yven Moyo          |
| 8  | Francia (bandiera)        | D     | Adrien Monfray     |
| 9  | RD del Congo (bandiera)   | A     | Clarck N'Sikulu    |
| 10 | Francia (bandiera)        | C     | César Zeoula       |
| 11 | Rep. del Congo (bandiera) | C     | Chris Malonga      |
| 12 | Francia (bandiera)        | D     | Kévin Afougou      |
| 14 | Francia (bandiera)        | A     | Dylan Saint-Louis  |
| 15 | Costa d'Avorio (bandiera) | A     | Seydou Koné        |
| 16 | Francia (bandiera)        | P     | Lionel Cappone     |

| N. |                      | Ruolo | Calciatore              |
| -- | -------------------- | ----- | ----------------------- |
| 17 | Francia (bandiera)   | C     | Romain Bayard           |
| 18 | Marocco (bandiera)   | C     | Hassane Alla (capitano) |
| 19 | Francia (bandiera)   | A     | Alassane N'Diaye        |
| 20 | Martinica (bandiera) | D     | Christopher Glombard    |
| 21 | Francia (bandiera)   | D     | Malik Couturier         |
| 22 | Francia (bandiera)   | A     | Julien Viale            |
| 23 | Francia (bandiera)   | C     | Gabriel Etinof          |
| 24 | Mali (bandiera)      | C     | Modibo Dembélé          |
| 25 | Francia (bandiera)   | D     | Erwan Quintin           |
| 27 | Francia (bandiera)   | D     | Djibril Konaté          |
| 30 | Francia (bandiera)   | P     | Guillaume Lesec         |
|    | Mali (bandiera)      | A     | Mana Dembélé            |
|    | Francia (bandiera)   | A     | Alexy Bosetti           |

### Rosa 2015-2016
| N. |                         | Ruolo | Calciatore                   |
| -- | ----------------------- | ----- | ---------------------------- |
| 1  | Francia (bandiera)      | P     | Maxime Hautbois              |
| 2  | Francia (bandiera)      | D     | Kévin Perrot                 |
| 6  | Francia (bandiera)      | C     | Anthony Gonçalves (capitano) |
| 7  | Francia (bandiera)      | A     | Rachid Alioui                |
| 8  | Francia (bandiera)      | D     | Adrien Monfray               |
| 9  | Francia (bandiera)      | C     | Romain Habran                |
| 10 | Francia (bandiera)      | C     | César Zeoula                 |
| 11 | RD del Congo (bandiera) | C     | Chris Malonga                |
| 12 | Francia (bandiera)      | D     | Kévin Afougou                |
| 15 | Francia (bandiera)      | C     | Hugo Boumous                 |
| 16 | Francia (bandiera)      | P     | Lionel Cappone               |
| 17 | Francia (bandiera)      | A     | Julien Viale                 |
| 18 | Marocco (bandiera)      | C     | Hassane Alla                 |

| N. |                    | Ruolo | Calciatore       |
| -- | ------------------ | ----- | ---------------- |
| 19 | Francia (bandiera) | A     | Alassane N'Diaye |
| 20 | Francia (bandiera) | D     | Nordi Mukiele    |
| 21 | Francia (bandiera) | D     | Malik Couturier  |
| 22 | Francia (bandiera) | C     | Valentin Launay  |
| 23 | Francia (bandiera) | C     | Gabriel Etinof   |
| 24 | Francia (bandiera) | C     | Modibo Dembélé   |
| 25 | Francia (bandiera) | D     | Erwan Quintin    |
| 26 | Francia (bandiera) | D     | Fouad Chafik     |
| 27 | Francia (bandiera) | D     | Djibril Konaté   |
| 28 | Haiti (bandiera)   | A     | Duckens Nazon    |
| 30 | Francia (bandiera) | P     | Guillaume Lesec  |
| 31 | Francia (bandiera) | A     | Valentin Lavigne |

### Rosa 2014-2015
| N. |                    | Ruolo | Calciatore                   |
| -- | ------------------ | ----- | ---------------------------- |
| 1  | Francia (bandiera) | P     | Maxime Hautbois              |
| 2  | Francia (bandiera) | D     | Kévin Perrot                 |
| 3  | Francia (bandiera) | D     | Pierre-Yves Polomat          |
| 4  | Tunisia (bandiera) | D     | Selim Ben Djemia             |
| 5  | Francia (bandiera) | C     | Ludovic Guerriero            |
| 6  | Francia (bandiera) | C     | Anthony Gonçalves (capitano) |
| 7  | Francia (bandiera) | C     | Wesley Saïd                  |
| 8  | Francia (bandiera) | D     | Adrien Monfray               |
| 10 | Francia (bandiera) | C     | César Zéoula                 |
| 11 | Mali (bandiera)    | A     | Mamadou Diallo               |
| 14 | Francia (bandiera) | C     | Maxime Bourgeois             |
| 15 | Francia (bandiera) | C     | Hugo Boumous                 |

| N. |                    | Ruolo | Calciatore         |
| -- | ------------------ | ----- | ------------------ |
| 16 | Francia (bandiera) | P     | Lionel Cappone     |
| 17 | Francia (bandiera) | C     | Martin Mimoun      |
| 18 | Marocco (bandiera) | C     | Hassane Alla       |
| 19 | Francia (bandiera) | A     | Serhou Guirassy    |
| 21 | Francia (bandiera) | D     | Malik Couturier    |
| 22 | Francia (bandiera) | C     | Valentin Launay    |
| 23 | Francia (bandiera) | C     | Anthony Robic      |
| 24 | Francia (bandiera) | C     | Modibo Dembélé     |
| 25 | Francia (bandiera) | C     | Sébastien Renouard |
| 26 | Francia (bandiera) | D     | Fouad Chafik       |
| 27 | Francia (bandiera) | D     | Djibril Konaté     |
| 30 | Francia (bandiera) | P     | Guillaume Lesec    |

### Rose delle stagioni precedenti
- 2011-2012